# Olympische Sommerspiele 1920/Radsport
Bei den VII. Olympischen Spielen 1920 in Antwerpen wurden sechs Wettbewerbe im Radsport ausgetragen.

## Bahn

### Sprint
| Platz | Land | Athlet          | Zeit           |
| ----- | ---- | --------------- | -------------- |
| 1     | NED  | Maurice Peeters | 1:38,3 min     |
| 2     | GBR  | Thomas Johnson  | 1 Länge zurück |
| 3     | GBR  | Harry Ryan      | k. A.          |

Datum: 10. August 1920

### 50 km
| Platz | Land | Athlet       | Zeit        |
| ----- | ---- | ------------ | ----------- |
| 1     | BEL  | Henry George | 1:16:43,2 h |
| 2     | GBR  | Cyril Alden  | k. A.       |
| 3     | NED  | Piet Ikelaar | k. A.       |

### Tandem

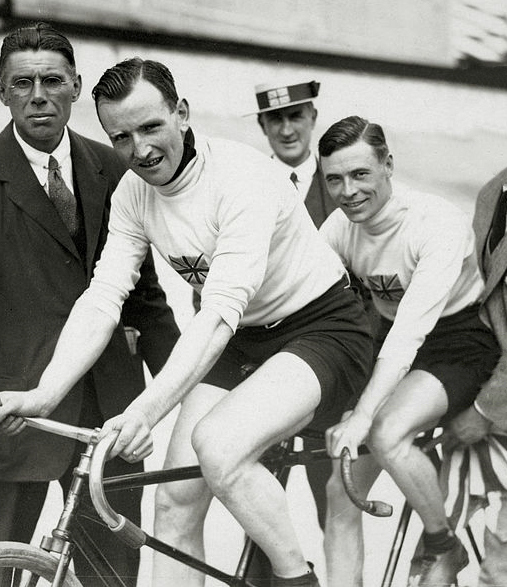
Die Gewinner des Tandemrennens Harry Ryan und Thomas Lance

| Platz | Land | Athleten                      |
| ----- | ---- | ----------------------------- |
| 1     | GBR  | Thomas Lance / Harry Ryan     |
| 2     | RSA  | William Smith / James Walker  |
| 3     | NED  | Piet Ikelaar / Frans de Vreng |

### 4000 m Mannschaftsverfolgung
| Platz | Land | Athleten                                                      | Zeit       |
| ----- | ---- | ------------------------------------------------------------- | ---------- |
| 1     | ITA  | Arnaldo Carli Ruggero Ferrario Franco Giorgetti Primo Magnani | 5:20,0 min |
| 2     | GBR  | Cyril Alden Thomas Johnson Jock Stewart Albert White          | k. A.      |
| 3     | RSA  | Sammy Goosen Henry Kaltenbrunn William Smith James Walker     | k. A.      |

## Straße (175 km)

### Einzelzeitfahren
| Platz | Land | Athlet             | Zeit        |
| ----- | ---- | ------------------ | ----------- |
| 1     | SWE  | Harry Stenqvist    | 4:40:01,8 h |
| 2     | RSA  | Henry Kaltenbrunn  | 4:41:26,6 h |
| 3     | FRA  | Fernand Canteloube | 4:42:54,4 h |

### Mannschaftswertung
| Platz | Land | Athleten                                                              | Zeit         |
| ----- | ---- | --------------------------------------------------------------------- | ------------ |
| 1     | FRA  | Fernand Canteloube Georges Detreille Marcel Gobillot Achille Souchard | 19:16:43,2 h |
| 2     | SWE  | Sigfrid Lundberg Ragnar Malm Axel Persson Harry Stenqvist             | 19:23:10,0 h |
| 3     | BEL  | Albert De Bunné Jean Janssens André Vercruysse Albert Wyckmans        | 19:28:44,4 h |